# Marie-Albert Janvier
Le père Marie-Albert Janvier, né le 19 décembre 1860 à Saint-Méen-le-Grand (Ille-et-Vilaine) et mort le 28 avril 1939 à Levallois-Perret (Hauts-de-Seine), aussi connu sous le nom de R. P. Janvier (pour Révérend Père), est un prédicateur catholique français qui fut aumônier des milieux artistiques et littéraires à Paris au début du XXe siècle.

## Biographie
Marie-Albert Janvier est ordonné prêtre le 27 juillet 1884 à Innsbruck en Autriche. Il est décrit comme un « antimoderniste très attaché à Pie X ».
Il est prieur à Flavigny de 1895 à 1901 puis il s'occupe de plusieurs aumôneries nationales et participe à de nombreuses institutions de l'Eglise de France depuis le couvent Saint-Honoré de Paris de 1922 à 1925.
Il participa brièvement à l'Action libérale populaire animée par Jacques Piou puis s'en détourne car c'est un monarchiste non-rallié. En 1906, il est pressenti parmi une quarantaine de figures de l'Action libérale comme candidat à la députation dans l'Ille-et-Vilaine mais le projet n'aboutit pas. Le Père Janvier est également un proche de l'Action française du fait de son rôle de confesseur auprès de Léon Daudet après son retour au catholicisme. Il correspond aussi avec Charles Maurras, directeur de L'Action française. Bien que jamais membre ni même conférencier à l'Action française, le Père Janvier met ses talents de prédicateur et de conseiller théologique des prélats français au service de la cause royaliste et de la défense d'un catholicisme traditionnel. Le 26 juillet 1914, il prononce un discours remarqué au congrès eucharistique international de Lourdes.
Il fut par ailleurs aumônier de nombreux groupes dont l'Union des Catholiques des beaux-arts et la Corporation des publicistes chrétiens, qui inclut le Syndicat des journalistes français. Dans les années 1910-1915, il incita le Syndicat des journalistes français et le Syndicat des Écrivains français, présidé par Paul Bourget à se rapprocher. René Bazin fut élu président du syndicat des journalistes le 18 avril 1915. Le Père Janvier fonde en 1918, avec son ami René Bazin, président du nouvel ensemble, et Léonce de Grandmaison le Bureau catholique de presse et son bimensuel les Nouvelles Religieuses. Le journal compta parmi ses rédacteurs, un étudiant nommé Hubert Beuve-Méry, futur fondateur et directeur du quotidien Le Monde.
De 1903 à 1924, il prêche durant vingt-deux carêmes à Notre-Dame de Paris, la morale catholique selon le plan de Saint Thomas d'Aquin. Il eut une influence importante sur les milieux intellectuels en restaurant la « Fraternité du Tiers-Ordre des Hommes ». Au sein du tiers-ordre dominicain, il fréquenta Henri Massis, directeur de la Revue universelle, François Veuillot, publiciste chrétien et animateur de L'Univers, le peintre George Desvallières, Jean Le Cour-Grandmaison, Maurice Denis, Henri Ghéon, Robert et Georges Vallery-Radot.

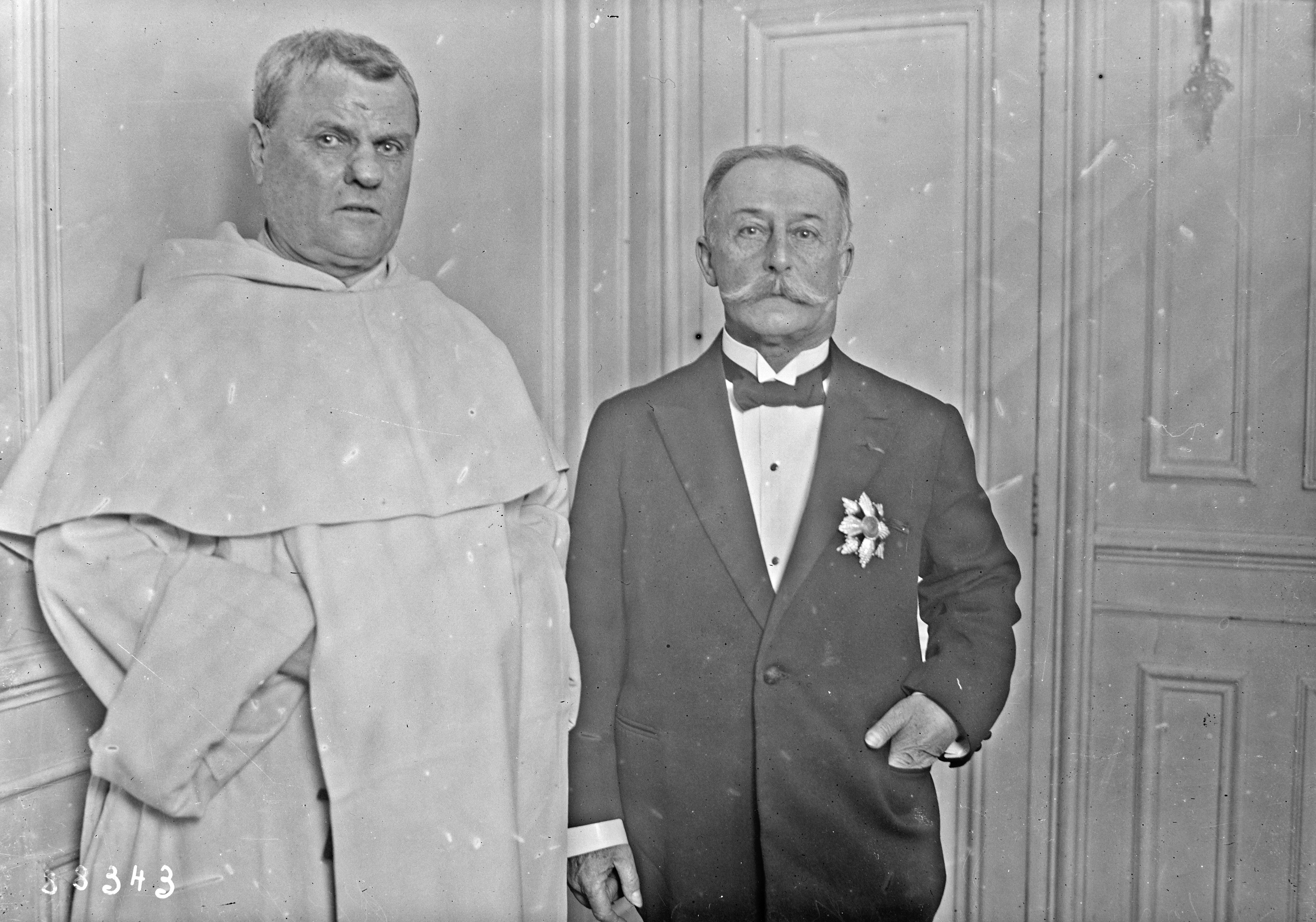
Père Janvier et René Bazin le 21 novembre 1923.

Le 10 mars 1925, l'assemblée des cardinaux et archevêques de France adopta un appel à la mobilisation des groupements d'obédience catholique contre les lois et décrets anticléricaux du Cartel des gauches. Le Père Janvier, en tant qu'adjoint de Monseigneur Chollet, avait préparé cette déclaration avec un souci particulier.
Il assure ensuite la fonction d'aumônier général de la Fédération nationale catholique.
En mars 1926, il donne sa signature avec onze cardinaux, dix-huit évêques, l'abbé de Solesmes, l'écrivain Henry Bordeaux à un comité de patronage de la revue Rome, « rejeton romain de l'Action Française » dirigé par Robert Havard de La Montagne.
La condamnation de l'Action française en 1926 est un vrai cas de conscience pour lui mais il n'entre pas en dissidence avec la papauté. Toutefois sa réputation d'ami avec Léon Daudet le poursuit dans les sphères ecclésiastiques et intellectuelles. Après la condamnation, le Père Janvier poursuit malgré tout son œuvre contre les lois « contraires à la religion, à la justice et aux intérêts de la France ».
En 1935, il est l'auteur de La Passion édité en 1935 chez Flammarion.